# Il nuovo Gulliver
Il nuovo Gulliver (in russo Новый Гулливер?, Novyj Gulliver) è un film del 1935 diretto da Aleksandr Ptuško.
È una pellicola sovietica girata in tecnica mista: live action e stop motion, più precisamente puppet animation.

## Trama
La storia dei Viaggi di Gulliver riproposta in versione comunista: un ragazzo che sogna se stesso come una versione di Gulliver, che sbarcato a Lilliput scopre la sofferenza sotto la disuguaglianza capitalista e lo sfruttamento che affligge la piccola isola.

## Produzione

### Tecnica
Nel film sono presenti 3.000 diversi pupazzi. Ciascuno dei pupazzi aveva una testa staccabile, che li ha resi capaci di una vasta gamma di espressioni e personalità. Un attore dal vivo e burattini che operano meccanicamente, sono stati utilizzati in alcuni scatti, mentre in altri sia i lillipuziani che il ragazzo erano burattini animati (fu costruito un pupazzo full-size del ragazzo).
Il nuovo Gulliver è stato uno dei primi lungometraggi a combinare animazione stop-motion con riprese live-action (tecnica mista), le prime scene girate per un lungometraggio con questa tecnica furono girate da Willis O'Brien per The Lost World e King Kong.